# (4274) Karamanov
(4274) Karamanov es un asteroide perteneciente al cinturón de asteroides, descubierto el 6 de septiembre de 1980 por Nikolái Stepánovich Chernyj desde el Observatorio Astrofísico de Crimea (República de Crimea).

## Designación y nombre
Designado provisionalmente como 1980 RZ3. Fue nombrado Karamanov en honor al compositor ucraniano Alemdar Sabitoviĉ Karamanov.